# 各卡乡
各卡乡，是中华人民共和国四川省甘孜藏族自治州稻城县下辖的一个乡镇级行政单位。

## 行政区划
各卡乡下辖以下地区：
卡斯村、泥龙村、白合村、思子村和各瓦村。